# Olympische Sommerspiele 1928/Teilnehmer (Australien)
| Gelbes Symbol für Goldmedaillen mit stilisierten Olympischen Ringen | Graues Symbol für Silbermedaillen mit stilisierten Olympischen Ringen | Braundes Symbol für Bronzemedaillen mit stilisierten Olympischen Ringen |
| ------------------------------------------------------------------- | --------------------------------------------------------------------- | ----------------------------------------------------------------------- |
| 1                                                                   | 2                                                                     | 1                                                                       |

Australien nahm an den Olympischen Sommerspielen 1928 in Amsterdam in den Niederlanden teil. Wegen wirtschaftlichen Problemen konnte der Staat Australien nur die Finanzierung für zehn Athleten übernehmen, da die Kosten für die Reise 720 Australische Dollar betrug. Trotzdem durften weitere Sportler teilnehmen, unter der Bedingung, dass die Kosten entweder von privaten oder städtischen Spendern gedeckt wurden. Somit konnten acht weitere Athleten teilnehmen, auch Dunc Gray, der später eine Bronzemedaille gewann.

## Medaillengewinner

### Gold
| Name         | Sportart | Wettkampf |
| ------------ | -------- | --------- |
| Henry Pearce | Rudern   | Einer     |

### Silber
| Name            | Sportart  | Wettkampf                                |
| --------------- | --------- | ---------------------------------------- |
| Andrew Charlton | Schwimmen | 400 Meter Freistil & 1500 Meter Freistil |

### Bronze
| Name      | Sportart | Wettkampf             |
| --------- | -------- | --------------------- |
| Dunc Gray | Radsport | 1000-Meter-Zeitfahren |

## Teilnehmer nach Sportarten

### Leichtathletik
- Jimmy Carlton
100 Meter: Viertelfinale
200 Meter: Viertelfinale

- Charles Stuart
400 Meter: Vorläufe
800 Meter: Vorläufe

- William Whyte
800 Meter: Vorläufe
1500 Meter: 9. Platz

- George Hyde
1500 Meter: Vorläufe
5000 Meter: Vorläufe

- Alf Watson
110 Meter Hürden: Vorläufe
400 Meter Hürden: Vorläufe

- Nick Winter
Dreisprung: 12. Platz in der Qualifikation

- Edie Robinson
Frauen, 100 Meter: Halbfinale
Frauen, 800 Meter: Vorläufe

### Radsport
- Jack Standen
Sprint: 5. Platz

- Dunc Gray
1000-Meter-Einzelzeitfahren: Bronze

### Ringen
- Arthur Ford
Bantamgewicht, Freistil: 7. Platz

- Harry Morris
Weltergewicht, Freistil: 5. Platz

- Tom Bolger
Mittelgewicht, Freistil: 6. Platz

### Rudern
- Henry Pearce
Einer: Gold

### Schwimmen
- Andrew Charlton
400 Meter Freistil: Silber 
1500 Meter Freistil: Silber

- Tom Boast
100 Meter Rücken: Halbfinale

- Bonnie Mealing
Frauen, 100 Meter Freistil: Vorläufe
Frauen, 100 Meter Rücken: Vorläufe

- Edna Davey
Frauen, 100 Meter Freistil: Vorläufe
Frauen, 400 Meter Freistil: Vorläufe

- Doris Thompson
Frauen, 200 Meter Brust: Halbfinale

### Wasserspringen
- Harry Morris
Kunstspringen: Vorrunde
Turmspringen: Vorrunde